# Fulvio Ciervo
Fulvio Ciervo (Firenze, 7 aprile 1962) è un copilota di rally italiano, nel 2013 Campione del Mondo FIA Energie Alternative.

## Biografia
Partecipa per molti anni al Campionato del Mondo FIA Energie Alternative in coppia con il pilota Massimiliano Sorghi. Nel 2012 gareggia su Abarth 500 a metano con Massimo Liverani ed ottiene il secondo posto nella classifica navigatori alle spalle di Emanuele Calchetti, vincendo il Tesla Rally di Belgrado ed ottenendo il secondo posto nell'Hi-Tech Ecomobility Rally di Atene. Nell'anno successivo ottiene tre successi (Serbia, Bulgaria e Grecia) e si laurea campione del mondo. Sempre nel 2013 ottiene un successo anche nel Campionato italiano a fianco del pilota Guido Guerrini.